# Stoszów
Stoszów (niem. Stoschendorf) – przysiółek wsi Jaźwina w Polsce, położony w województwie dolnośląskim, w powiecie dzierżoniowskim, w gminie Łagiewniki.
W latach 1975–1998 przysiółek administracyjnie należał do województwa wrocławskiego.

## Zabytki
Do wojewódzkiego rejestru zabytków wpisane są obiekty:
- dwór, zabytkowy i obronny (ruiny) z XVI w.
- kościół pw. Trójcy Świętej (filia parafii Wniebowstąpienia Pańskiego w Jaźwinie) z II połowy XVI w., przebudowany w roku 1894[6].